# 基准测试
基准测试是一種專門評估、對比CPU（浮点运算）、顯卡等計算機硬件性能以及一些計算機軟件性能的计算机程序。 基准测试主要針對這些軟硬件的某些功能進行測試並對這些功能評分，不過這些評分是否能代表軟硬件的性能則是一個有爭議的地方。